# Zandvoort (stacja kolejowa)
Zandvoort – stacja kolejowa w Zandvoort, w prowincji Holandia Północna. Jest stacją końcową linii z Haarlem.